# Liste der Biografien/Cuf
Liste der Biografien |
Portal Biografien |
Personensuche
# |
A |
B |
C |
D |
E |
F |
G |
H |
I |
J |
K |
L |
M |
N |
O |
P |
Q |
R |
S |
T |
U |
V |
W |
X |
Y |
Z |
?
 
Ca |
Cb |
Cc |
Ce |
Ch |
Ci |
Cj |
Ck |
Cl |
Cm |
Cn |
Co |
Cr |
Cs |
Ct |
Cu |
Cv |
Cw |
Cy |
Cz
 
Cua |
Cub |
Cuc |
Cud |
Cue |
Cuf |
Cug |
Cuh |
Cui |
Cuj |
Cuk |
Cul |
Cum |
Cun |
Cuo |
Cup |
Cuq |
Cur |
Cus |
Cut |
Cuv |
Cuw |
Cux |
Cuy |
Cuz
Die Liste der Biografien führt alle Personen auf, die in der deutschsprachigen Wikipedia einen Artikel haben. Dieses ist eine Teilliste mit 20 Einträgen von Personen, deren Namen mit den Buchstaben „Cuf“ beginnt.

## Cuf

### Cufa
- Cufaj, Beqë (* 1970), kosovarischer Schriftsteller und Journalist

### Cufe
- Čufer, Uroš (* 1970), slowenischer Politiker (PS)

### Cuff
- Cuff, Anthony (* 1957), neuseeländischerscher Radrennfahrer
- Cuff, John (1805–1864), neuseeländischer Politiker
- Cuff, Leonard (1866–1954), neuseeländischer Sportler und Sportfunktionär, Gründungsmitglied des Internationalen Olympischen Komitees (IOC)
- Cuffaro, Antonino (1932–2019), italienischer Politiker
- Cuffaro, Salvatore (* 1958), italienischer Politiker
- Cuffe, Cameron (* 1992), britischer Schauspieler
- Cuffe, Ciarán (* 1963), irischer Politiker (Green Party), MdEP
- Cuffe, Ellen, Countess of Desart (1857–1933), irische Politikerin und Philanthropin
- Cuffe, Hamilton, 5. Earl of Desart (1848–1934), britischer Jurist, Politiker und Peer
- Cuffe, Nikita (* 1979), australische Wasserballspielerin
- Cuffe, William, 4. Earl of Desart (1845–1898), irisch-britischer Peer
- Cuffee, Ed (1902–1959), US-amerikanischer Jazz-Posaunist
- Cuffee, Michael (* 1983), US-amerikanischer Basketballspieler
- Cuffel, Alexandra, US-amerikanische Judaistin
- Cuffy, Nationalheld von GuyanaCuffy

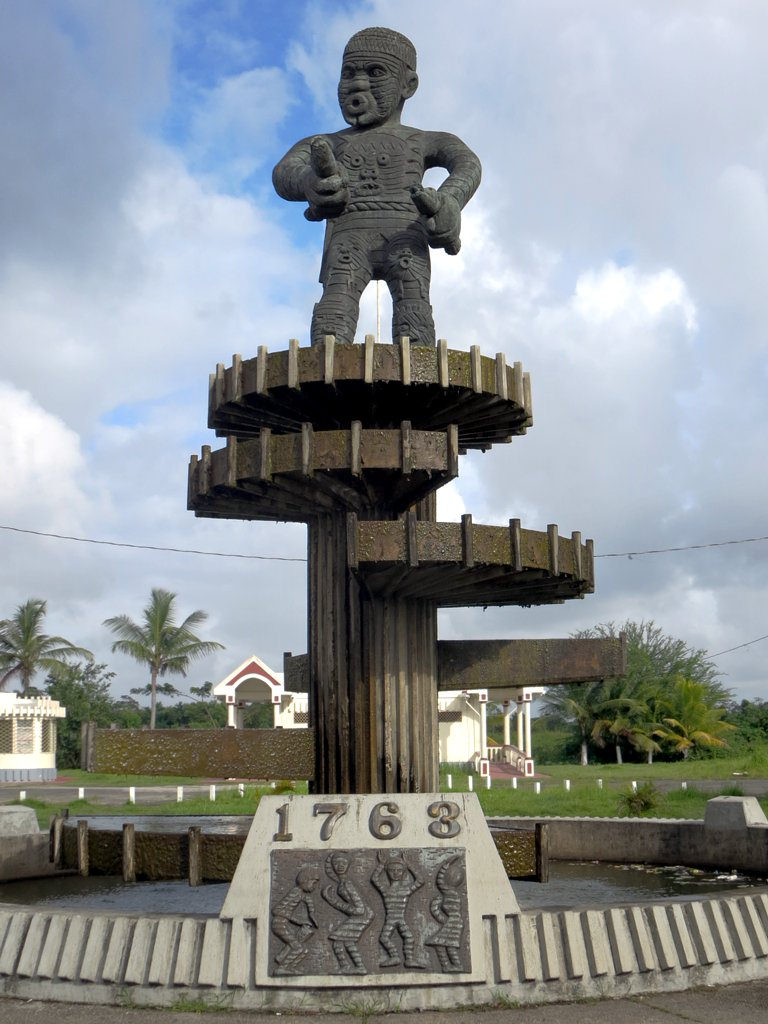
Cuffy

- Cuffy-Dowlat, Carol (1957–2017), trinidadische Politikerin

### Cufo
- Cufodontis, Georg (1896–1974), österreichischer Botaniker und Professor

### Cufr
- Cufré, Leandro (* 1978), argentinischer Fußballspieler